# Förderbahn Drei-Ähren–Uhlhorst
| Umladestelle von der 1000-mm-Trambahn auf die 600-mm-Feldbahn |                     |                               |                               |
| Rekonstruktion des Streckenverlaufs auf einer alten Wanderkarte |                     |                               |                               |
| Streckenlänge: | 11,3 km             |                               |                               |
| Spurweite: | 600 mm (Schmalspur) |                               |                               |
| |                     |                               |                               |
| \| \| 0 \| Drei-Ähren \| Drei-Ähren \| \| \| \| Schienenseilbahn \| \| \| \| \| Wallfahrtskirche \| \| \| \| \| Querweg[5] \| \| \| \| \| Silberquell[5] \| \| \| \| \| Winkel[5] \| \| \| \| \| Dachsbau[5] \| \| \| \| 9,4 \| Bärenstall \| Bärenstall \| \| \| 11,3 \| Lingekopf–Barrenkopf–Uhlhorst \| Lingekopf–Barrenkopf–Uhlhorst \| |                     |                               |                               |
| Haltepunkt / Haltestelle Streckenanfang (Strecke außer Betrieb) | 0                   | Drei-Ähren                    | Drei-Ähren                    |
| Strecke (außer Betrieb) |                     | Schienenseilbahn              | Schienenseilbahn              |
| Bahnhof (Strecke außer Betrieb) |                     | Wallfahrtskirche              | Wallfahrtskirche              |
| Haltepunkt / Haltestelle (Strecke außer Betrieb) |                     | Querweg                       | Querweg                       |
| Haltepunkt / Haltestelle (Strecke außer Betrieb) |                     | Silberquell                   | Silberquell                   |
| Haltepunkt / Haltestelle (Strecke außer Betrieb) |                     | Winkel                        | Winkel                        |
| Haltepunkt / Haltestelle (Strecke außer Betrieb) |                     | Dachsbau                      | Dachsbau                      |
| Bahnhof (Strecke außer Betrieb) | 9,4                 | Bärenstall                    | Bärenstall                    |
| Haltepunkt / Haltestelle Streckenanfang und quer (Strecke außer Betrieb) · Abzweig nach links und nach rechts (Strecke außer Betrieb) · ehemaliger Turmbahnhof Strecke ab hier außer Betrieb (Strecke geradeaus außer Betrieb) · Haltepunkt / Haltestelle Streckenende und quer (Strecke außer Betrieb)                                     | 11,3                | Lingekopf–Barrenkopf–Uhlhorst | Lingekopf–Barrenkopf–Uhlhorst |

Die Förderbahn Drei-Ähren–Uhlhorst war eine während des Ersten Weltkriegs vom Deutschen Heer betriebene Heeresfeldbahn im Elsass, die die Endhaltestelle der Elektrischen Bahn Türkheim – Drei-Ähren mit der Frontlinie am Lingekopf und Barrenkopf verband.

## Geschichte

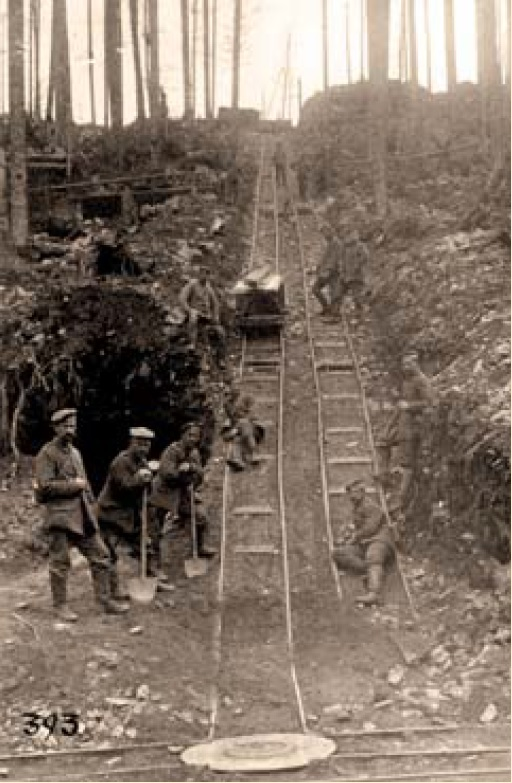
Schienenseilbahn am Barrenkopf

Während des Ersten Weltkrieges verlegte die Baukompanie R 22 eine 11,3 km lange Feldbahn vom Wallfahrtsort Drei-Ähren (französisch Trois-Épis), dessen Kapelle Unsere Liebe Frau von den drei Ähren ein beliebtes Ausflugsziel war, bis zum Feldbahnhof Uhlhorst, um die Frontlinie beim Lingekopf, Kleinkopf, Barrenkopf und Hartmannsweilerkopf westlich von Drei-Ähren mit Baumaterial für die Bunker, Stacheldraht, Waffen, Munition und Nachschub zu versorgen und in der Gegenrichtung verwundete Soldaten in die Lazarette zu bringen. Bei den Gefechten entlang der von der Förderbahn versorgten Frontlinie kamen tausende französische und deutsche Soldaten ums Leben.

## Streckenverlauf
An der Bergstation der elektrischen Meterspurbahn wurden die Güter auf die Wagen der Förderbahn mit einer Spurweite von 600 mm umgeladen. Diese konnten über eine Schienenseilbahn bis zum Bahnhof der Förderbahn auf dem Platz vor der alten Wallfahrtskapelle hochgezogen werden.
An der Haltestelle Bärenstall bog eine Zweigstrecke nach Norden zum Lingekopf ab. Die Stammstrecke führte über Schratzmännle, Barrenkopf und Kleinkopf zum Endbahnhof Uhlhorst nördlich von Hohrodberg.
Zwischen Barren- und Kleinkopf befand sich eine weitere Schienenseilbahn, die einen Unterschied von 50 Höhenmetern auf einer 100 m langen Strecke überwand. Die Förderbahn wurde in der Nachkriegszeit stillgelegt und von französischen Truppen abgebaut.

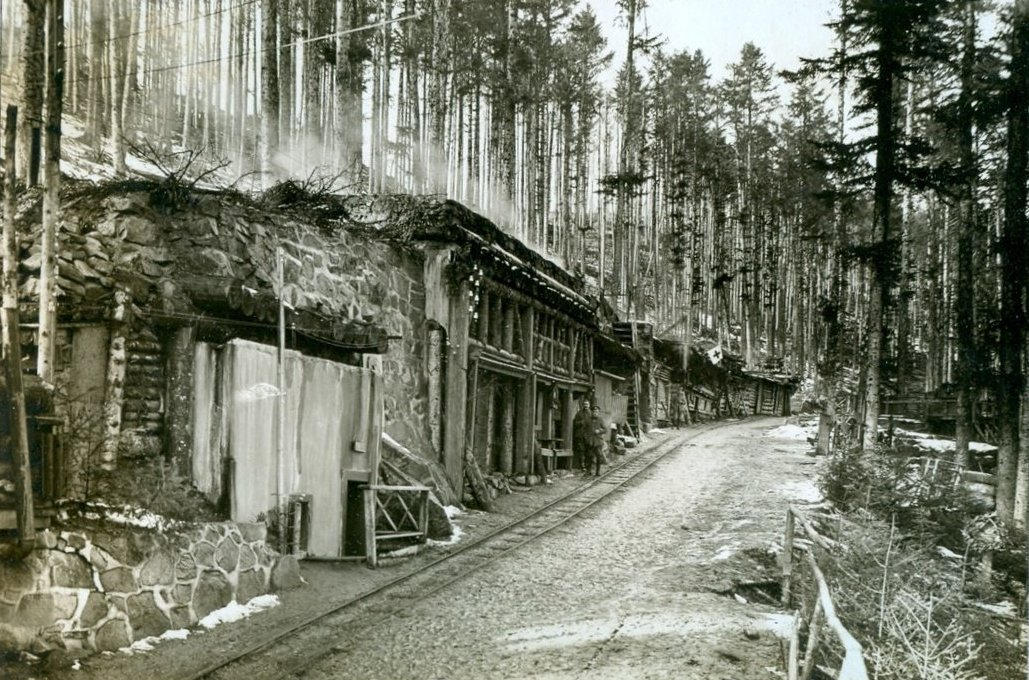
Am Barrenkopf, km 11,0
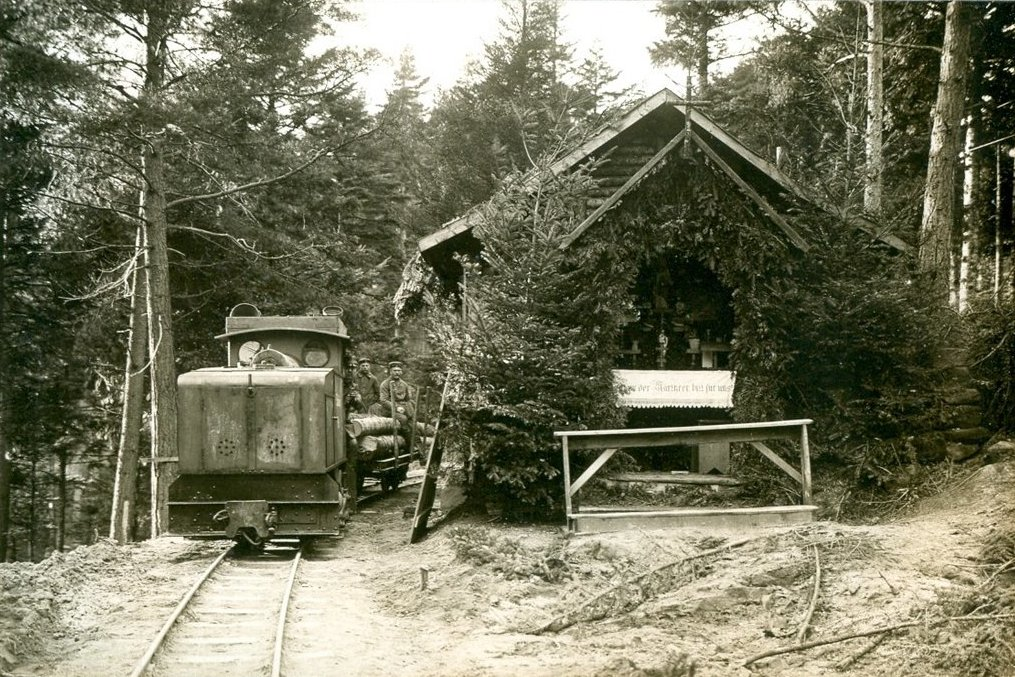
Benzollok am Lager Erlenbrunn

### Betrieb
Ab dem 31. Dezember 1917 betrieb das bayrische FeBA 24 (Feldbahnamt) sowohl die Förderbahn als auch die elektrische Bahn bis zum Mai 1918. Danach übernahm das FeBA 50 den Betrieb beider Bahnen bis zum Kriegsende.
Die Förderbahn wurde als Pferdebahn oder mit einer Benzollok betrieben. Die Fahrzeit für die 11,3 km lange Strecke betrug etwa 1½ Stunden.